# Meenakshi Thapar
Meenakshi Thapar (Dehradun, 4 de outubro de 1984 - Allahabad, 19 de abril de 2012) foi uma atriz indiana.
Atriz de Bollywood, trabalhou em filmes como 404 ou Heroine, foi assassinada e decapitada por colegas de produção em abril de 2012.